# Mitromorpha macphersonae
Mitromorpha macphersonae é uma espécie de gastrópode do gênero Mitromorpha, pertencente a família Mitromorphidae.